# Hedley (Band)

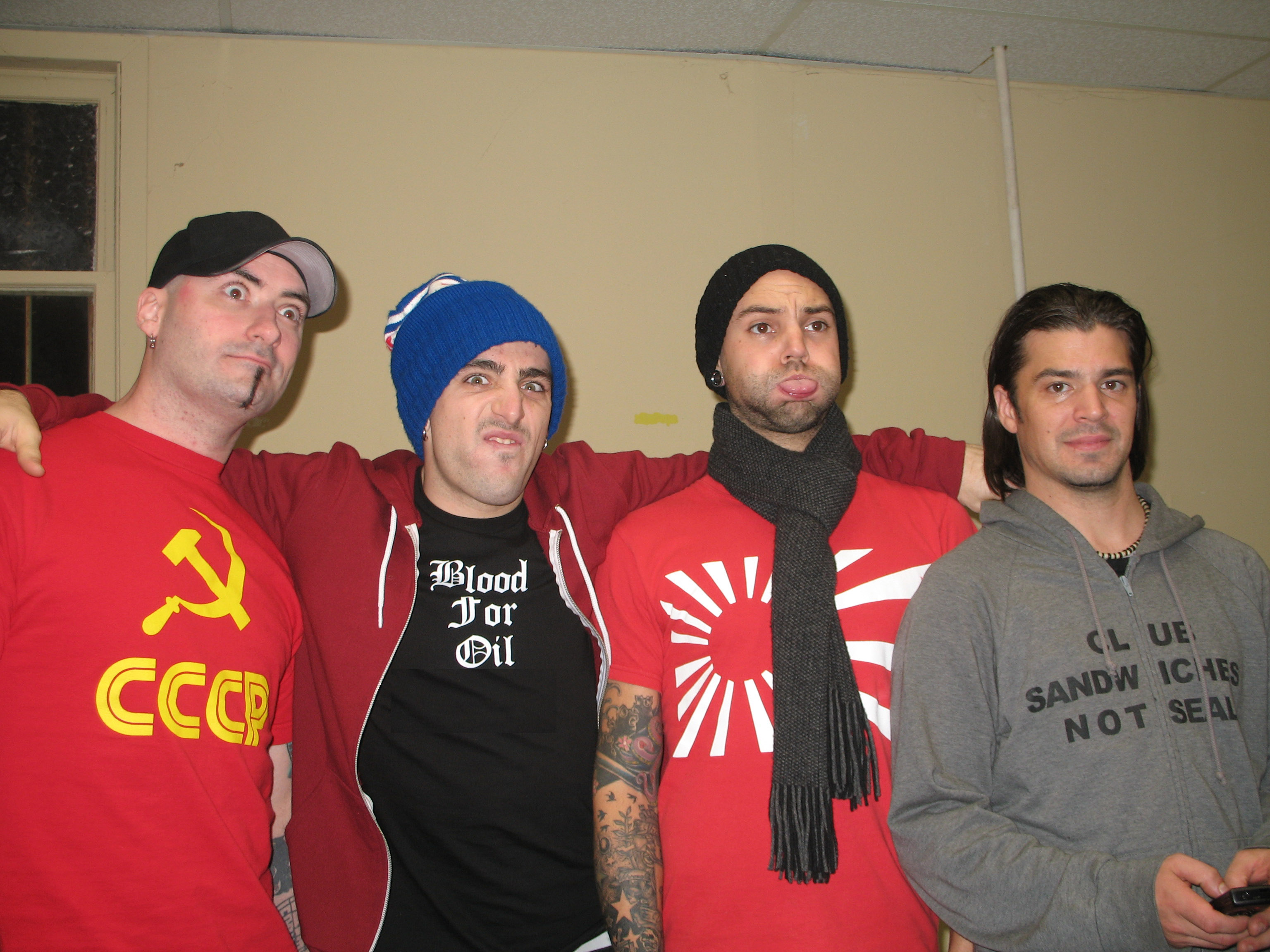
Von links nach rechts: Tommy Mac, Jacob Hoggard, Dave Rosin, Chris Crippin

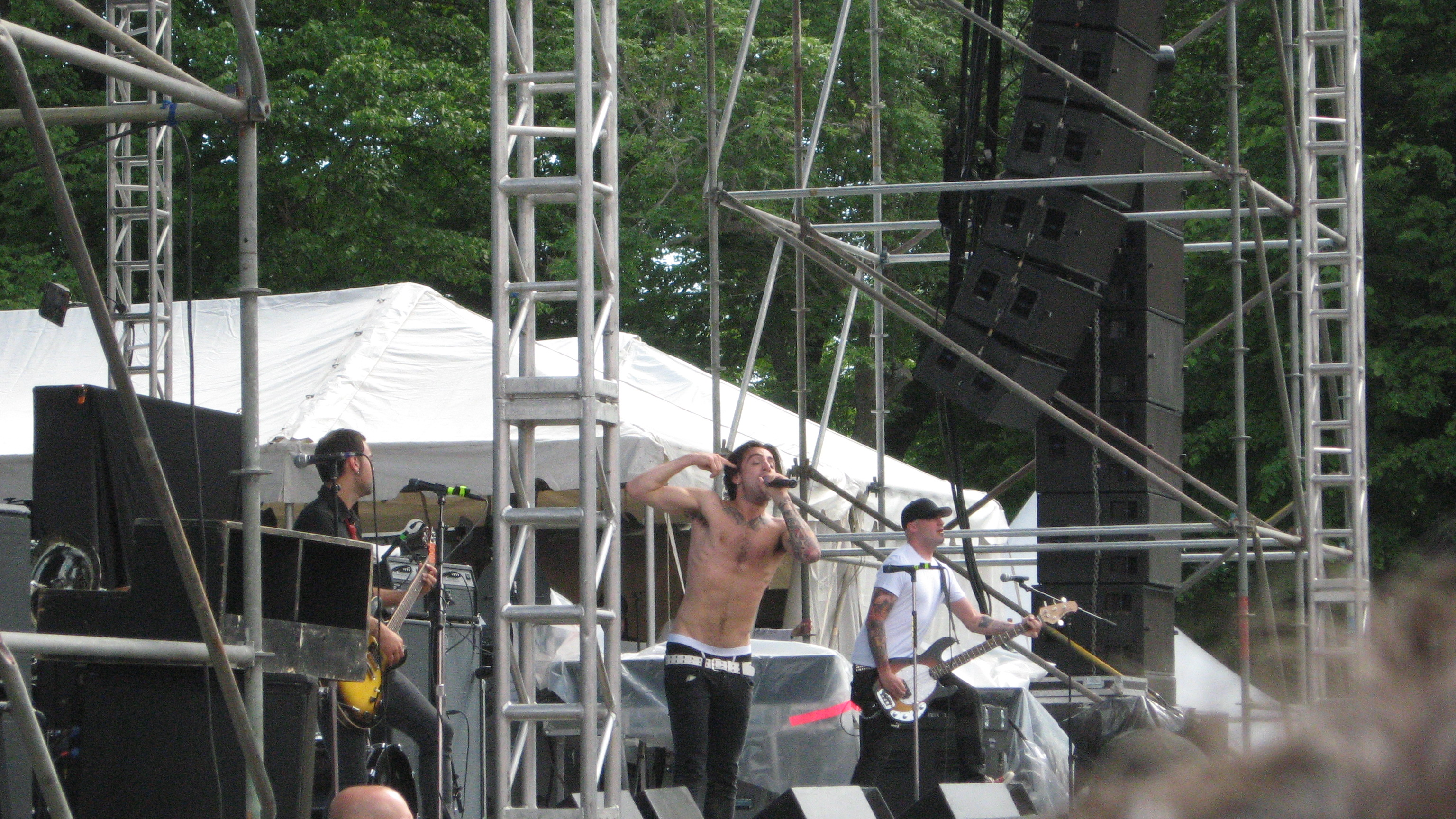
Hedley live beim Canaday Day 2007

Hedley ist eine kanadische Pop-Punk-Band, deren Sänger den 3. Platz bei Canadian Idol, der kanadischen Version von Deutschland sucht den Superstar, belegt hat.

## Bandgeschichte
Sie besteht aus Jacob Hoggard (Sänger), Tommy Mac (Bass), Dave Rosin (Gitarre) und Chris Crippin (Schlagzeug), der früher für Bif Naked gespielt hatte.
Ihre Debüt-Single On My Own erreichte die Spitze der kanadischen Charts, die darauffolgende Trip Platz 11. Ihr neues Album "Famous Last Words" erschien am 30. Oktober 2007. Das Album enthält wie das erste mehrere Balladen. Die erste Single She's So Sorry wurde am 21. August 2007 im Radio veröffentlicht. Hedley wurde 2007 vierfach für die Juno Awards in Kanada nominiert. Sie gewannen ihren einzigen Award für ihren Produzenten Brian Howes, der Trip produzierte. 

## Diskografie

### Studioalben
- Hedley (2005, CA: ×2Doppelplatin )[1]
- Famous Last Words (2007, CA: Platin)
- The Show Must Go (2009, CA: ×2Doppelplatin )
- Storms (2011, CA: Platin)
- Wild Life (2013, CA: Platin)
- Hello (2015, CA: Gold)
- Cageless (2017)

### Kompilationen
- Never Too Late (2008)

### Livealben
- Go with the Show (2010)

### Videoalben
- Hedley „Try This at Home“ DVD (2006)

### Singles
- On My Own (2005)
- Villain (2005) (kein Video)
- Trip (2006)
- 321 (2006)
- Gunnin’ (2006)
- Street Fight (2006)
- She’s So Sorry (2007)
- For the Nights I Can’t Remember (2007)
- Never Too Late (2008)
- Old School (2008)
- Dying to Live Again (2008)
- Cha-Ching (2009)
- Don’t Talk to Strangers (2009)
- Perfect (2009)
- Hands Up (2010)
- Sweater Song (2010)
- Invincible (2011, CA: ×2Doppelplatin )
- One Life (2011, CA: Platin)
- Kiss You Inside Out (2012, CA: ×3Dreifachplatin )
- Crazy For You (2013, CA: ×2Doppelplatin )
- Anything (2014, CA: ×4Vierfachplatin )
- Hello (2015)
- Lose Control (2016, CA: Platin)
- Can’t Slow Down (2016)
- Better Days (2017, CA: Platin)